# Ćandragupta I
Ćandragupta I (sanskryt चन्द्रगुप्तः) – indyjski władca tytułowany maharadżadhiradża (wielki król królów), założyciel dynastii Guptów. Rządy sprawował od 320 roku do ok. 330, gdy rządy przejął jego syn Samudragupta.
Za panowania Ćandragupty I imperium rozrosło się zarówno w drodze podbojów (np. Prayagi i Sākety), jak i sojuszy zawieranych dzięki mariażom. 
Jego władza obejmowała Magadę i Kośali. Najistotniejszy wpływ na budowę późniejszej potęgi Guptów miał jego małżeństwo z księżniczką Kumaradewi z rodu Liććhawich, którego wpływy obejmowały rozległe tereny położone na północny wschód od Magady. Aby upamiętnić ślub z Kumaradewi władca wyemitował serię złotych monet.
Następcą Ćandragupty I był jego syn – Samudragupta, znany ze swoich militarnych podbojów